# Jaibón (Mao)
Jaibón de Pueblo Nuevo es un distrito municipal perteneciente al municipio de Mao en la Provincia de Valverde en la República Dominicana. 

## Orígenes
Este distrito municipal fue creado el 18 de marzo de 1999

## Administración
Está compuesto por las secciones de: Pueblo Nuevo (con su paraje Cartujo), Gurabo Afuera (con su paraje La Caída), y Pretiles (con su paraje La Yagua). 

## Datos básicos
Tiene una población de alrededor de 8000 habitantes dedicados principalmente a la agricultura.
- Datos: Q5924841
- Multimedia: Jaibón (Pueblo Nuevo), Mao / Q5924841